# Särnmanssjöarna (Särna socken, Dalarna, 683421-133742)
Särnmanssjöarna är en sjö i Älvdalens kommun i Dalarna och ingår i Dalälvens huvudavrinningsområde. Sjön har en area på 0,391 kvadratkilometer och ligger 950,1 meter över havet. Sjön avvattnas av vattendraget Stora Njupån. Vid provfiske har elritsa och röding fångats i sjön.

## Delavrinningsområde
Särnmanssjöarna ingår i det delavrinningsområde (683371-133789) som SMHI kallar för Utloppet av Särnmanssjöarna. Medelhöjden är 955 meter över havet och ytan är 1,31 kvadratkilometer. Det finns ett avrinningsområde uppströms, och räknas det in blir den ackumulerade arean 2,77 kvadratkilometer. Stora Njupån som avvattnar avrinningsområdet har biflödesordning 4, vilket innebär att vattnet flödar genom totalt 4 vattendrag innan det når havet efter 536 kilometer. Avrinningsområdet består mestadels av kalfjäll (71 procent). Avrinningsområdet har 0,39 kvadratkilometer vattenytor vilket ger det en sjöprocent på 29,4 procent.